# 洪火煉

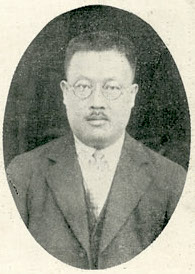
洪火煉

洪火煉（1888年6月21日—1953年5月24日），日治時期曾更名芳澤煉平。:339台灣南投草鞋墩（今草屯鎮）人。日治時期曾任臺中州協議會員、臺中州會議員。戰後出任國民大會代表。

## 生平
洪火煉於清光緒十四年（1888年）出生於今南投縣草屯鎮。明治四十年（1907年）草鞋墩公學校畢業後，考取台灣總督府國語學校，但因家計問題而退學。曾向政府承包抄封地種植甘蔗，擔任明治製糖會社原料委員，因而逐漸致富。1914年與地方士紳成立草鞋墩信用組合，歷任常務理事、組合長等職務。
曾擔任台灣產業組合聯合會會長。昭和十一年（1936年）出任臺中州協議會員，十五年（1940年）被任命為臺中州會議員。:339並於1944年獲選台灣總督府評議員。據洪敏麟回憶，昭和十九年（1944年）戰爭最緊張時期，洪火煉集合全莊的青年在新庄洪姓公廟，用純正日本語慷慨激昂要青年到前線為國家效勞。當有人提出質疑時，洪火煉稱其子洪柳生是陸軍少尉，也是從軍。很多人就不反對。然而洪敏麟表示其子洪柳生當時在早稻田大學讀書，只是因實施學徒召集動員，相當於少尉軍階。並非真正從軍。:71日後洪敏麟在員林高中教書時，也遇到洪火煉之子洪樵榕校長集合學生訓話，用純正北京話謂「時代考驗青年，青年創造時代，為完成國民革命第三期任務，要放棄學業從軍」。:70-71
洪火煉在日治時期曾受到台灣產業功勞者、產業組合功勞者、台灣殖產興業功勞者、國民貯蓄功勞者等表彰。昭和十五年（1940年）出席皇紀二千六百年式典（紀元二千六百年記念行事）。:339
二戰後，歷任臺灣省農會理事長、臺灣省參議員、臨時省議會議員、制憲國民大會代表及第一屆國民大會代表等。據洪敏麟回憶，戰後社會一度有反親日人士的氣氛。草屯地區芬草路有電線桿被貼上紅紙，上面寫「打倒國賊洪火煉」。有一次洪敏麟與洪火煉同乘五分車，遇到有農民拿鋤頭大喊「打倒國賊洪火煉」，他嚇到躲進廁所。但不久，洪火煉當選省議員、接著當國代。洪敏麟回憶洪火煉到南京開會後，回來轉述南京見聞。他說有次內急到一家黃金地段的綢緞店借廁所，結果廁所是一個大便坑，坑上有兩個木板，這就是南京的衛生環境。:47-49

## 其他
- 據洪敏麟回憶，日治時期洪火煉競選臺中州協議會員時，跑到二林、芳苑拉票。當地洪姓是大姓。屬泉州洪，相傳有春夏秋冬四房，其中夏房遷到梅山。洪火煉是漳州洪姓，卻自稱是該洪姓的夏房，結果拉到大量洪姓宗親的票，而高票當選。[2]:49

## 家族
- 父洪聯魁（1853-1912）為清代文秀才，1898年任南投弁務署參事，應當局諮詢以策鎮撫。[4]明治三十五年（1902年）受紳章。[5]洪火煉為次子，長子洪得中。

- 長子洪遜欣曾任司法院大法官、孫女歐陽子為小說家。

- 次子洪樵榕曾任南投縣長。

- 洪火煉為歷史學者洪敏麟同宗伯父。洪火煉之祖父洪松濤為洪敏麟曾祖父洪紫恆的哥哥。[2]:15

## 外部連結
- 洪火煉數位典藏 （页面存档备份，存于）